# Минестіря (Димбовіца)
Минестіря (рум. Mânăstirea) — село у повіті Димбовіца в Румунії. Входить до складу комуни Креведія.
Село розташоване на відстані 20 км на північний захід від Бухареста, 53 км на південний схід від Тирговіште, 122 км на південь від Брашова.

## Населення
За даними перепису населення 2002 року у селі проживали 709 осіб, з них 708 осіб (99,9%) румунів. Усі жителі села рідною мовою назвали румунську.